# Agate Fossil Beds National Monument
Pour les articles homonymes, voir Agate (homonymie).
Le monument national des sites fossilifères d'Agate (en anglais, Agate Fossil Beds National Monument) est un monument national américain situé dans l'État du Nebraska. Son principal intérêt est une vallée formée par la rivière Niobrara.
L'endroit est principalement composé de plaines couvertes d'herbes sauvages. Il est connu pour abriter un grand nombre de fossiles en bon état, notamment certains des meilleurs spécimens de genres du Miocène comme Miohippus, un ancêtre du cheval moderne, et Menoceras, un petit rhinocéros.

## Vues

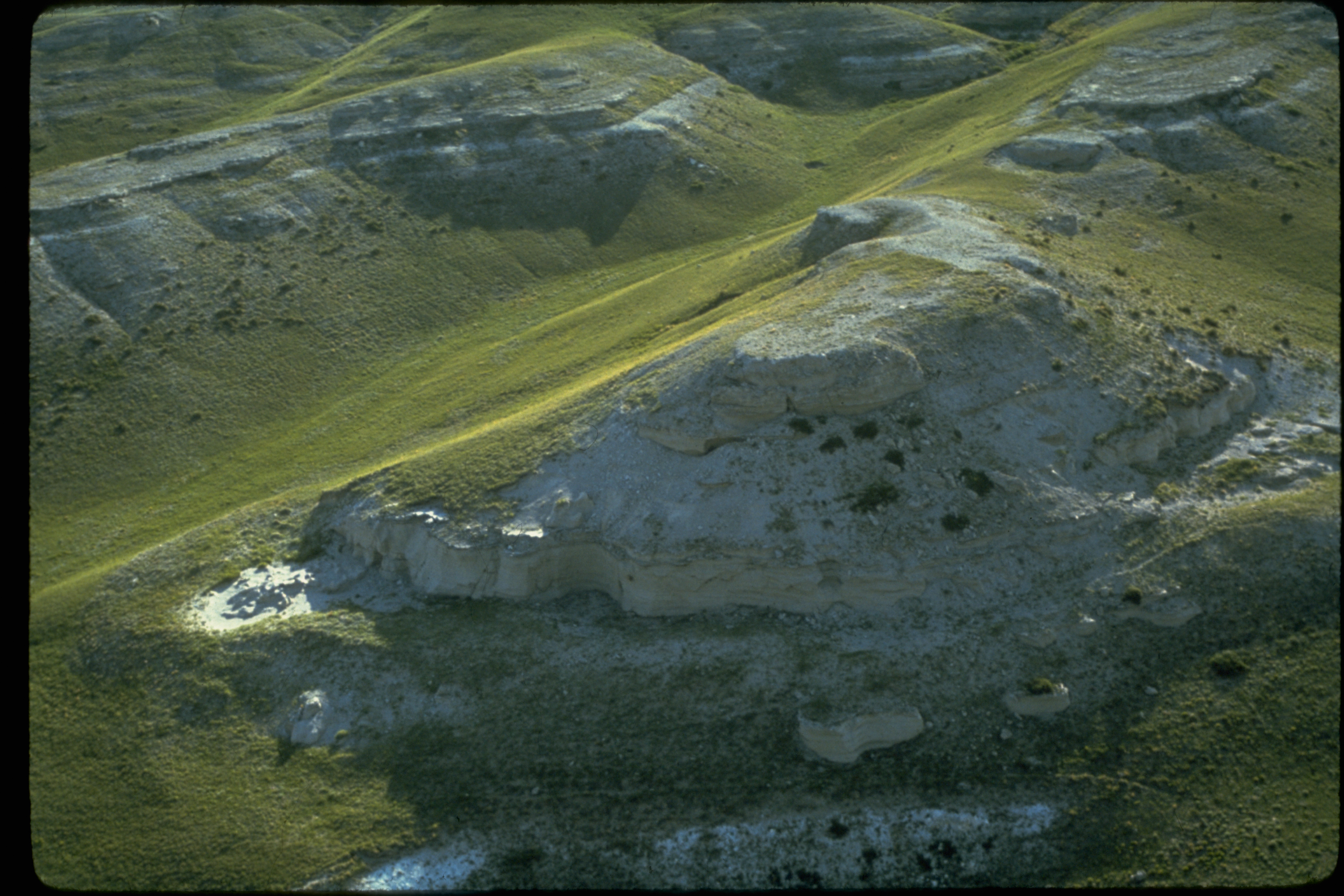
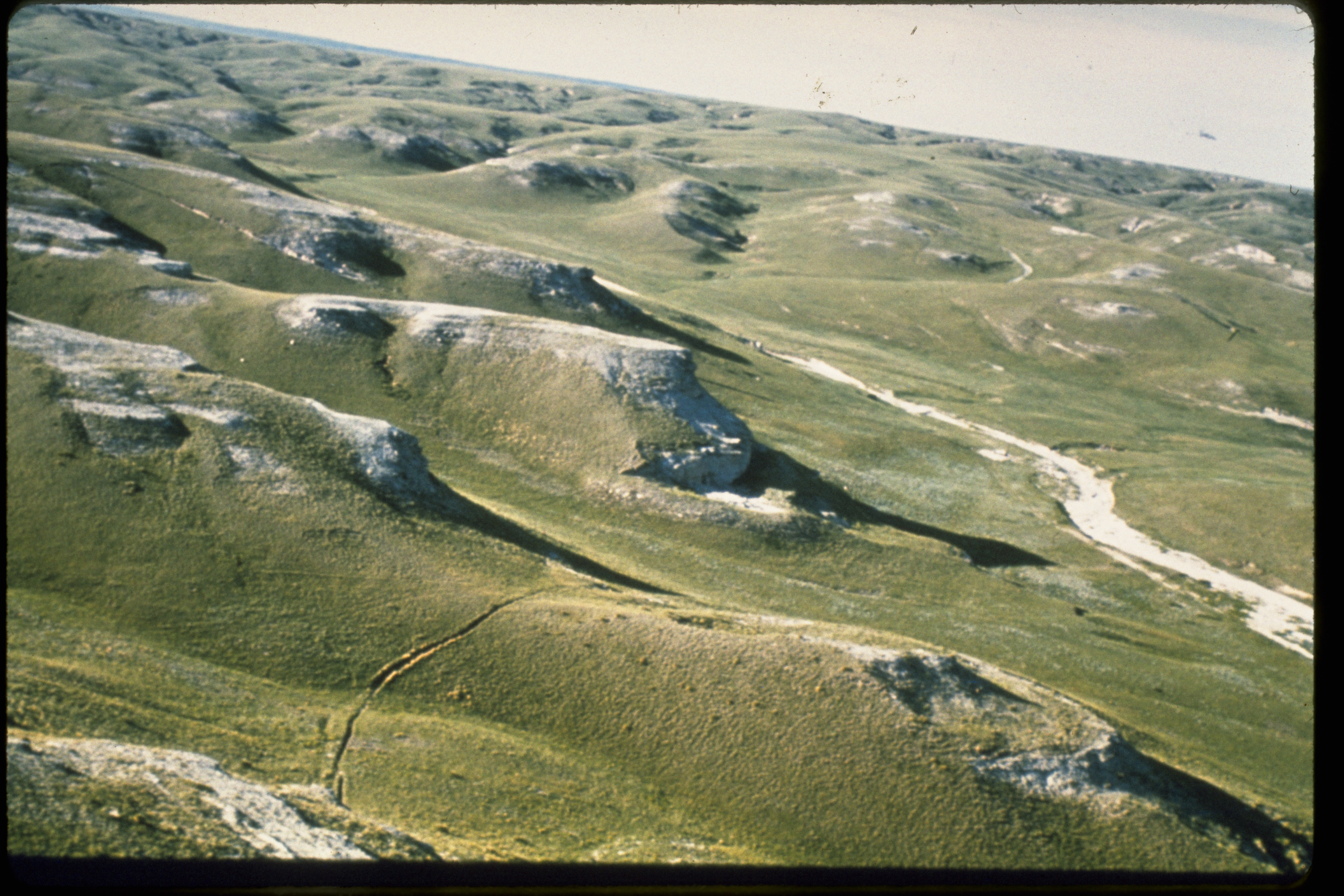
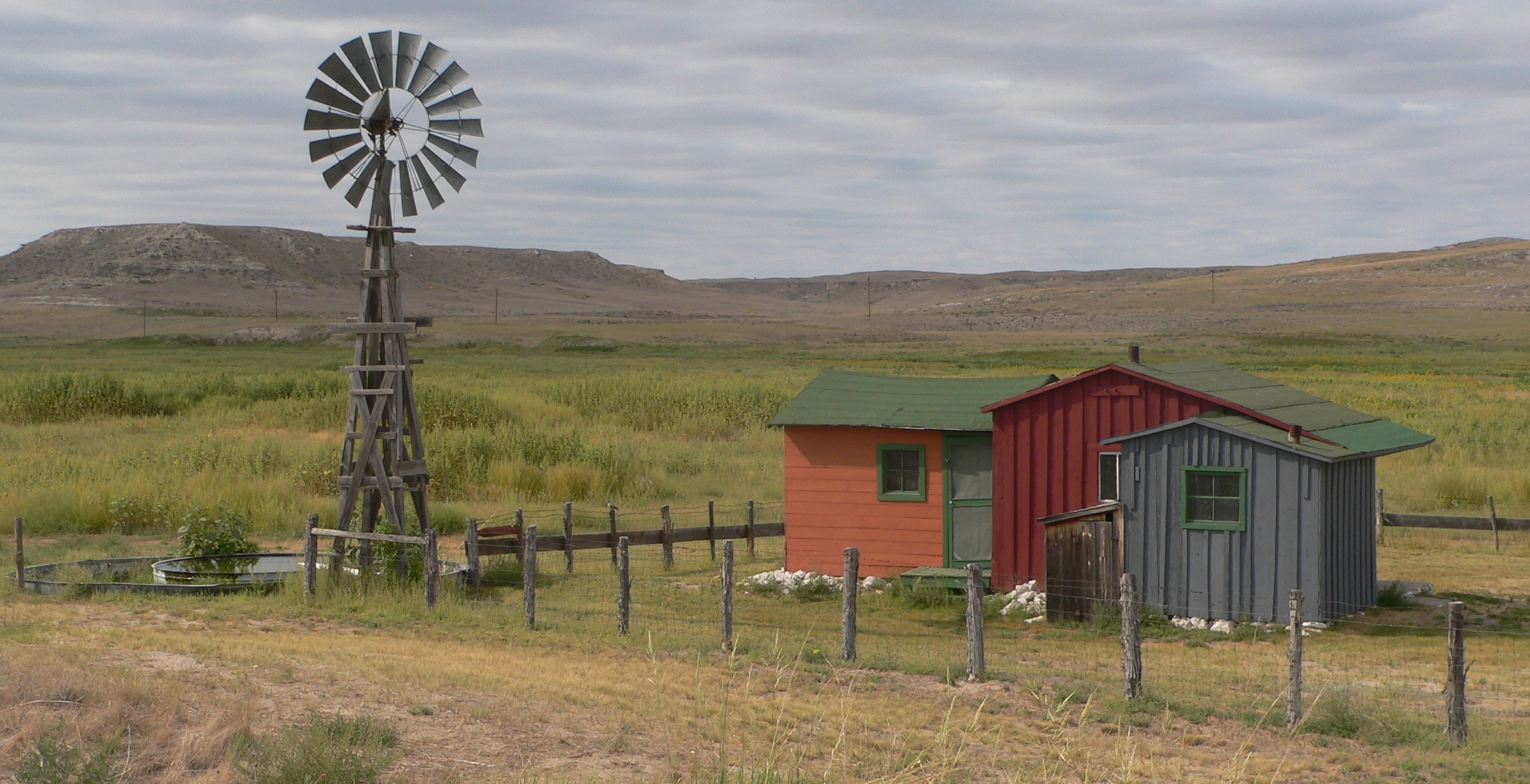
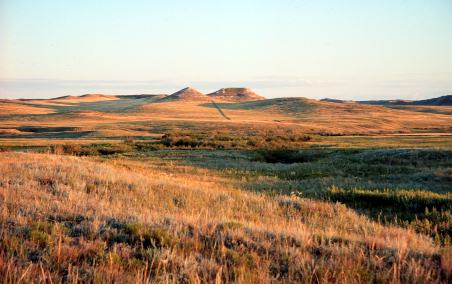
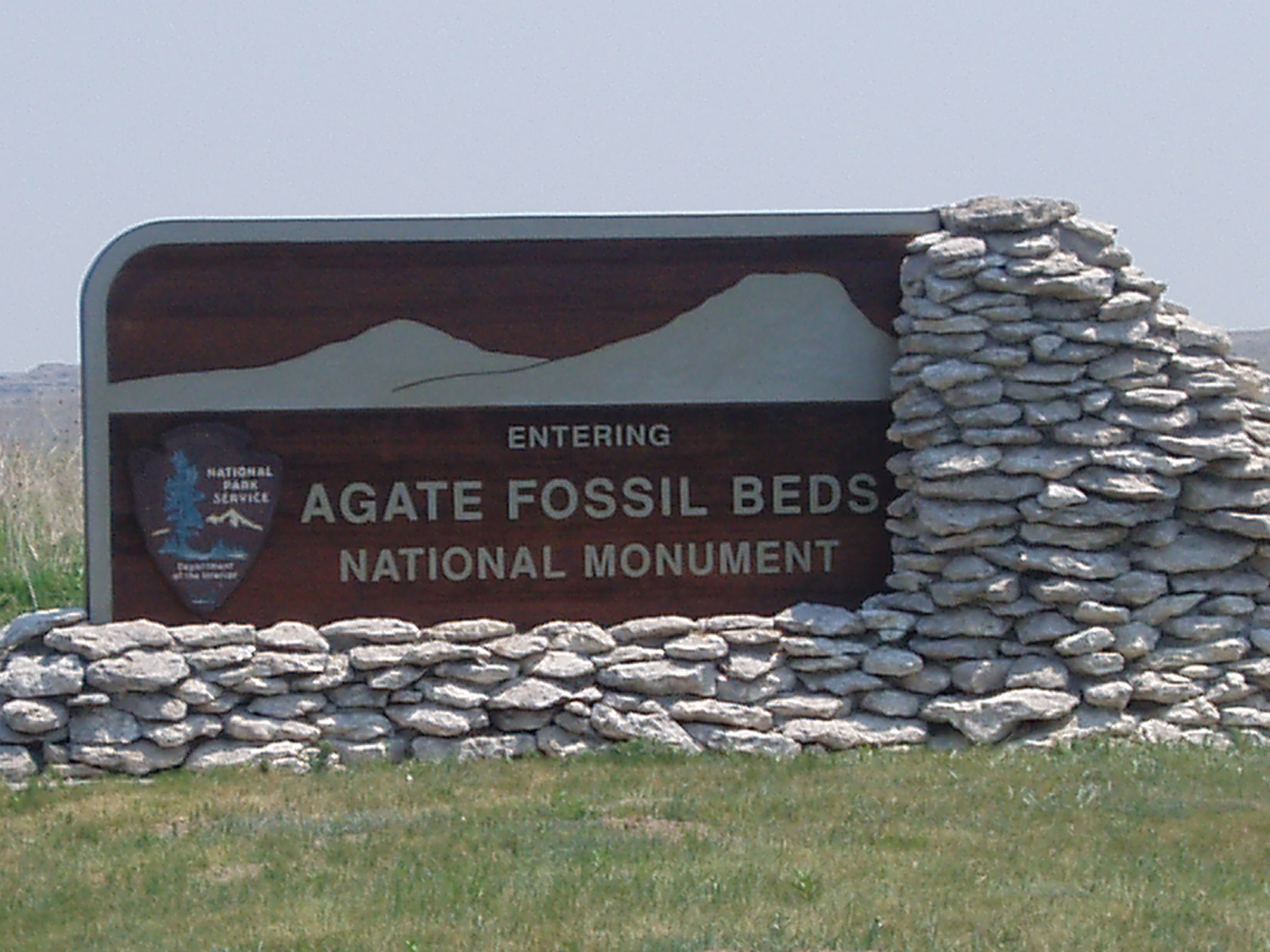